# Річард Бахман
Річард Бахман або Бакмен (англ. Richard Bachman) — псевдонім відомого американського письменника Стівена Кінга.

## Історія походження
Спершу псевдонімом мало послужити ім'я дідуся Кінга по материній лінії. Однак, в останній момент письменник змінив ім'я на «Річард», віддаючи шану псевдоніму Дональда Вестлейка — Річард Старк, а прізвище «Бахман» взявши з назви канадського гурту «Bachman-Turner Overdrive», пісню «You Ain't Seen Nothin' Yet» яких він тоді якраз слухав.
Біографія Річарда Бахмана, вигадана Стівеном Кінгом, подавалася на звороті видань.

## Викриття
Перші книги Бахмана — «Лють», «Довга прогулянка», «Дорожні роботи», «Людина, що біжить» — були присвячені людям, близьким до самого Кінга. Також обидва автори «писали» схожим літературним стилем.
Щоб не відкрити таємницю передчасно, Кінг присвятив роман «Худнучий» Клаудії Інез Бахман (англ. Claudia Inez Bachman), яка була дружиною «письменника». Однак, у 1985 році все викрилося завдяки старанням літературного агента Стіва Брауна (англ. Steve Brown), який помітив стилістичну схожість авторів, і Річард Бахман «помер» від «раку псевдоніма». На той час Кінг якраз працював над романом «Мізері», який повинен був належати перові Річарда.

## Творчий «доробок»
Під цим псевдонімом було випущено такі романи:
- «Лють» (1977);
- «Довга прогулянка» (1979);
- «Дорожні роботи» (1981);
- «Людина, що біжить» (1982);
- «Худнучий» (1984);
- «Регулятори» (1996)[2];
- «Блейз» (2007)[2].

У 1985 році Стівен Кінг видав антологію «Книги Бахмана», до якої ввійшли перші чотири романи Річарда Бахмана.
Останній роман, «Блейз», було видано вже після «смерті» Бахмана від «раку псевдоніму» його дружиною Клаудією Інез Бахман, яка знайшла рукопис на горищі їхнього будинку. Також Клаудія Інез Бахман з'являється у циклі «Темна Вежа» (з дещо зміненим іменем «Клаудія-і-Інез Бахман» (англ. Claudia y Inez Bachman) — через містичність числа 19 в цьому опусі) як письменниця, що написала книжку «Чарлі Чух-Чух» паралельно зі своїм двійником в інших світах Беріл Еванс.